# Fairytale of New York
Fairytale of New York är en julsång, släppt på singel 1987, av folkrockgruppen The Pogues där sångaren Shane MacGowan sjunger låten som duett med den brittiska sångerskan Kirsty MacColl. Låten har tre gånger blivit utsedd till "den bästa julsången någonsin" av den brittiska musikkanalen VH-1.
Sången handlar om två irländska immigranter, som träffats i New York och blivit förälskade. Mannen sitter i fyllecellen på julafton och förlorar sig i minnen om det slitiga förhållandet, på de förhoppningar om en ljus framtid som grusats av alkohol och drogmissbruk. MacColls ljusa melodiösa röst står i kontrast mot MacGowans hårda och sträva, och texten är ibland bitterljuv, ibland rent ut bitter: "You scumbag, you maggot, you cheap lousy faggot, happy Christmas your arse I pray God it's our last". Textstycket "Sinatra was swinging" antyder att historien utspelar sig någon gång efter andra världskriget. Titeln, tagen från J. P. Donleavys roman "A Fairy Tale of New York", valdes efter att låten var färdigskriven och inspelad.

## Övrigt
- I låtens video spelar Matt Dillon polisen som burar in Shane MacGowan. Dillon har flera år efteråt sagt att det var det bästa ögonblicket i hans karriär, då han är ett stort Pogues-fan.
- Texten nämner att New York-polisens kör sjunger "Galway Bay". Någon sådan kör finns inte, däremot ett marschband.
- 2007 beslutade BBC sig för att inte spela låten inför julen då texten innehåller obsceniteter, ett beslut som ändrades bara några dagar senare efter en massiv proteststorm bland de engelska radiolyssnarna.
- Låten figurerar i en begravningsscen i filmen PS I Love You (2007).

## Andra versioner
- Wolfgang Niedecken från den tyska gruppen BAP har gjort en tysk version tillsammans med Nina Hagen.
- Håkan Hellströms album Nåt gammalt, nåt nytt, nåt lånat, nåt blått från 2005, innehåller en live-version av sången i duett med Plura Jonsson.[1]
- Ainbusk Singers och Håkan Hemlin (sångare i Nordman) gav 2001 ut en svenskspråkig version, kallad "En julsaga". Sången finns även på Ainbusk Singers julalbum I midvintertid: En jul på Gotland från 2001.[2]
- Annika Norlin och David Sandström sjöng en version av låten på P3 Lives inspelning av konserten Oh No It's Christmas i Stockholm 2008. Versionen finns på Youtube, både i ljudinspelning och mobilkamerainspelning.
- Lotta Engberg och Sven Wollter spelade in låten på svenska på Lotta Engbergs julalbum Jul hos mig 2009. Lotta Engberg och Sven Wollter framförde även låten i den TV-sända julkonserten "Lottas jul på Liseberg" i december 2009.[3]
- 2001 sändes en norskspråkig version av sången[4], på NRK av Adamseplene.[5]
- På albumet Välkommen jul, släppt 2011, sjunger Jill Johnson "En julsaga" i duett med Stefan Sundström.
- 2012 spelade norska gruppen Katzenjammer in låten tillsammans med kanadensaren Ben Caplan och orkestern TrondheimSolistene. Låten släpptes på singel i december 2012.[6]
- 2019 spelade den finska sångerskan Saara Aalto in en version av sången tillsammans med Michael Monroe.